# Carmen d'Aluisio
Carmen d'Aluisio, née Richardson le 19 février 1967 en Californie aux États-Unis, est une coureuse cycliste américaine spécialiste de cyclo-cross.

## Palmarès sur route
- 1992
  - 3e de la Killington Stage Race
- 1994
  - 4e étape de Bisbee Tour
  - Grand Prix du Japon
    - Classement général
    - 2e et 5e étapes

  - 3e du championnat des États-Unis sur route
  - 3e de la Killington Stage Race
- 1999
  - 6e étape de Redlands Bicycle Classic

### Résultats sur les grands tours

#### Tour cycliste féminin
3 participations :
- 1993 : 37e
- 1995 : 62e
- 1997 : 52e

## Palmarès en cyclo-cross
- 1998-1999
  - 3e du championnat des États-Unis de cyclo-cross
  - 8e du championnat du monde de cyclo-cross
- 1999-2000
  - US Open of CX
- 2000-2001
  - Chicago
  - Amherst
- 2001-2002
  - Amherst
  - Wilmington
  - Napa
  - 2e du championnat des États-Unis de cyclo-cross
  - 10e du championnat du monde de cyclo-cross
- 2003-2004
  - Amherst
  - Brisbane
  - Granogue
  - Palo Alto
  - Highland Park